# Otoczka (dopływ Regi)
Otoczka (pot. Otoczka Reska) – rów wodny na Równinie Gryfickiej, w woj. zachodniopomorskim, w powiecie gryfickim, lewobrzeżny dopływ rzeki Regi o długości 13,6 km.
Rów bierze swe źródła w gminie Karnice w okolicy Czaplina, płynie w kierunku południowym pomiędzy Trzeszynem a Węgorzynem. Na południowy zachód od wsi Otok zmienia kierunek na zachód i wpada do Regi na południowy wschód od Górzycy.
Płynie szeroką, płaską doliną wypełnioną torfami.
Do Otoczki uchodzą wody z mechaniczno-biologicznej oczyszczalni ścieków w Prusinowie. Według danych z 2005 roku rzeczywista ilość oczyszczonych ścieków odprowadzanych przez rów szczegółowy, którego odbiornikiem jest Otoczka wynosi 75 m³/dobę.
Nazwę Otoczka wprowadzono urzędowo w 1948 roku, zastępując poprzednią niemiecką nazwę Woedtker Bach. W 2006 roku Komisja Nazw Miejscowości i Obiektów Fizjograficznych określiła Otoczkę jako rów.